# Cristalizare

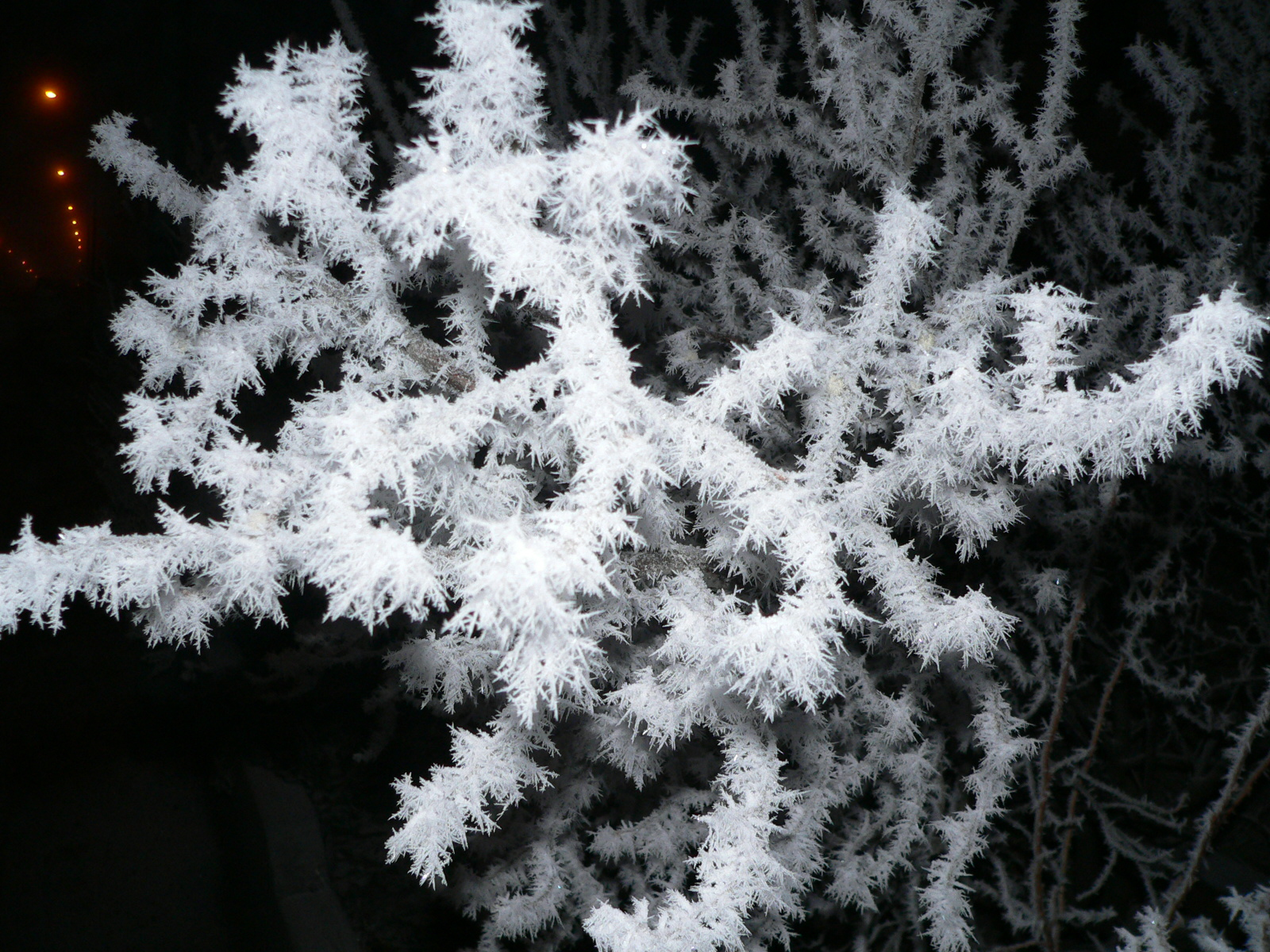
Formarea de gheață datorită umidității ridicate și a temperaturii scăzute.

Cristalizarea este procesul (poate fi natural sau artificial) de formare a unor cristale solide dintr-o soluție, topitură sau mai rar dintr-un gaz. De asemenea, cristalizarea poate fi folosită și ca o metodă de separare a unui amestec solid-lichid, astfel că masa de solvat trece din fază lichidă, de dizolvat, în fază solidă. În laborator cristalizarea se face de obicei într-un cristalizor.